# Leptobrachium hendricksoni
Leptobrachium hendricksoni és una espècie d'amfibi que viu a Indonèsia, Malàisia i Tailàndia.
Està amenaçada d'extinció per la pèrdua del seu hàbitat natural.